# Цвельов Микола Миколайович
Микола Цвельов (рос. Николай Николаевич Цвелёв, 1925–2015) — російський ботанік, першовідкривач кількох видів рослин

## Біографія
У юності він любив складати гербарії флори Тамбова. Цвелєв брав участь у Другій світовій війні на Східному фронті, в тому числі на 1-му Білоруському фронті і в битві за Берлін. Потім на рік перебував у штабі Групи радянських збройних сил у Німеччині.
У 1951 році закінчив біологічний факультет Харківського національного університету, потім був аспірантом Ботанічного інституту імені Комарова, де згодом був директором гербарію, потім науковим керівником.
У 1957 році вступив до Ботанічного товариства Росії, а в 1967 році до Товариства дослідників природи Москви. У 1999 році він став членом Лондонського товариства Ліннея. У 2000 році отримав статус члена-кореспондента РАН.

## Публікації
- 1973. Conspectus specierum tribus Triticeae Dum. familiae Poaceae in Flora URSS. Novosti Sistematiki Vysshikh Rastenij 10: 19—59.
- 1983. Grasses of the Soviet Union. Amerind, New Delhi, India.
- 1989. The system of grasses (Poaceae) and their evolution. Bot. Review 55: 141—204.
- 2000. Manual of the Vascular Plants of North-West Russia (Leningrad, Pskov and Novgorod Regions). 781 pp. Saint Petersburg State Chemical-Pharmaceutical Academy Press. Saint Petersburg
- 2003. Flora of Russia. Vol. 8. Taylor & Francis, 700 pp. (ISBN 90-5410-758-8)
- 2007. Vascular Plants of Russia and Adjacent States (the Former USSR). Cambridge Univ. Press, 532 pp. (ISBN 0-521-04483-9), (ISBN 978-0-521-04483-7)